# 桃園市育達高級中等學校
桃園育達學校財團法人桃園市育達高級中學（英語：Taoyuan YUDA High School），簡稱育達高中、育達、桃育，一所位於台灣桃園市平鎮區的私立綜合型高級中等學校。

## 校園歷史

### 學制演變
- 1955年：臺北市私立育達商業職業學校中壢分部成立；高職部與初職部設立。
- 1968年：適逢政府實施九年國民教育，初職部停止招生，同年夜間部設立。
- 1970年：附設補習學校設立。
- 1976年：分部獨立設校，定名台灣省桃園縣私立育達高級商業職業學校。
- 1984年：夜間部停止招生。
- 1988年：綜合商業科調整為會計事務科、國際貿易科與資料處理科。
- 1989年：廣告設計科設立。
- 1996年：商業經營科設立。
- 1998年：高中部普通科設立。
- 2000年：附設補習學校更名為附設進修學校。
- 2001年：綜合高中部設立，附設進修學校停止招生廣告設計科及觀光事業科。
- 2002年：學制改制為高級中學，定名桃園縣育達高級中學，同年日間部及附設進修學校增設餐飲管理科與資訊科。
- 2004年：實用技能班與應用外語科 (目前為綜合高中部應用英、日語學程)  設立。
- 2006年：日間部增設多媒體設計科與幼兒保育科；附設進修學校增設幼兒保育科，停止招生商業經營科。
- 2010年：日間部及附設進修學校增設美容科。
- 2012年：實用技能學程美顏技術科設立。
- 2014年：美容科更名為時尚造型科，流通管理科設立，應用外語科增設日文組。
- 2015年：綜合高中部增設應用日語學程；附設進修學校重新設立廣告設計科。
- 2016年：更名為桃園育達學校財團法人桃園市育達高級中等學校， 綜合高中部改制為高職部菁英班，流通管理科停止招生，日間部增設 觀光事業科；附設進修學校再次停止招生廣告設計科。
- 2018年：附設進修學校停止招生幼兒保育科與資訊科。
- 2019年：日間部及附設進修學校國際貿易科停止招生。

### 歷任校長
| 任期 | 姓名   | 任職日期     | 離職日期     | 備註                             |
| ---- | ------ | ------------ | ------------ | -------------------------------- |
| 1    | 王廣亞 | 1955年9月1日 | 1975年7月4日 | 改選董事長                       |
| 2    | 王萬興 | 1975年7月4日 | 1976年3月1日 | 改選董事長                       |
| 3    | 陳玉燕 | 1976年3月1日 | 1981年2月1日 | 請辭                             |
| 4    | 陳永盛 | 1981年2月1日 | 2013年2月1日 | 原實習就業輔導主任升任，屆齡退休 |
| 5    | 陳錦亮 | 2013年2月1日 | 2019年8月1日 | 原人事主任代理，回任原職         |
| 6    | 徐浩峯 | 2019年8月1日 | 現任         | 原學務主任升任                   |

### 歷任董事長
| 任期 | 姓名   | 任職日期     | 離職日期  | 備註         |
| ---- | ------ | ------------ | --------- | ------------ |
| 1    | 王廣亞 | 1976年3月1日 | 1980年7月 | 董事會，推選 |
| 2    | 王萬興 | 1980年8月    | 1984年2月 | 任內病逝     |
| 3    | 蘇星輝 | 1984年3月    | 現任      | 董事會，推選 |

## 校園建築物
- 教學大樓

1999年落成啟用，地下一層，地上八層，其中一樓做為校務行政使用，設有B1桌球教室，會議室，高中部特區，普通科辦公室，外語特區，外語群科辦公室，多媒體視聽教室等設施。
- 空中花園

位於廣興樓頂樓，提供學生休憩及彈性課程使用。旁有走廊與教學大樓相連接。空中花園兩邊皆有大型學科輔導教室。
- 廣興樓

1971年落成啟用，地上四層，設有教務處，商業特區，資訊特區，資訊科辦公室等。
- 育英樓

1971年落成啟用，地上四層，設有學務處，進修部辦公室，商科辦公室，數學科辦公室，資處特區，資處科辦公室，電腦教室等。
- 莊敬樓

1984年落成啟用，地下一層，地上四層，設有時尚造型特區，幼兒保育特區，幼保科辦公室，班聯會辦公室等。
- 更生樓

1996年落成啟用，地下一層，地上五層，一樓做為導師辦公室使用，設有幼兒保育特區、時尚造型科辦公室等。
- 群英樓

1971年落成啟用，地上四層，設有7-11便利商店，餐旅群科辦公室，輔導室，體育器材室，資訊中心，電腦教室等。
- 自強樓

1971年落成啟用，地下二層、地上五層，設有餐旅群特區，電腦教室等。
- 萬興紀念館

1985年落成啟用，地下二層、地上六層，設有故董事長王萬興紀念館，觀光導覽教室，國文科辦公室，英文科辦公室，進修部導師辦公室，音樂教室，校史館，圖書館，設計群辦公室，大禮堂，設計群特區等。

## 科系簡介
| 菁英班 | 資優班 | 精修班 |

| 商業經營科 | 會計事務科 | 資料處理科   |
|            | 商科菁英班 | 資處科菁英班 |

| 多媒體設計科 | 廣告設計科 | 廣設科菁英班 |

| 幼兒保育科 | 幼保科菁英班 | 時尚造型科 |

| 外語群 |              |              |
| ------ | ------------ | ------------ |
| 外語群 | 應用英語科   | 應用日語科   |
| 外語群 | 應英科菁英班 | 應日科菁英班 |

| 餐飲管理科 | 餐飲科菁英班 | 觀光事業科 |

| 電機電子群 |        |              |
| ---------- | ------ | ------------ |
| 電機電子群 | 資訊科 | 資訊科菁英班 |

| 進修部(輪讀班） |            |            |
| --------------- | ---------- | ---------- |
| 進修部(輪讀班） | 資料處理科 | 時尚造型科 |

| 餐飲管理科 | 資料處理科 | 時尚造型科 |

| 實用技能學程 |                  |
| ------------ | ---------------- |
| 實用技能學程 | 日間部餐飲技術科 |

## 兄弟校
- 中華民國
  - 臺北市私立育達高級中等學校（原台北育達高職）
  - 台北點點幼稚園
  - 育達科技大學
- 中华人民共和国
  - 內蒙古經貿外語職業學院
  - 鄭州昇達大學
  - 北京育達高職
  - 北京育达工商专修学院
  - 河南鞏義成功財經學院

## 姊妹校
- ：江原生活科學高等學校（朝鲜语：강원생활과학고등학교）[1]